# آلفرد او
آلفرد او (انگلیسی: Alfred Au; ۱۴ دسامبر ۱۸۹۸ – ۲۷ اکتبر ۱۹۸۶) بازیکن فوتبال اهل آلمان بود.
از باشگاه‌هایی که در آن بازی کرده‌است می‌توان به باشگاه فوتبال مانهایم اشاره کرد.
وی همچنین در تیم ملی فوتبال آلمان بازی کرده‌است.